# Yak (queijo)
Yak , Kijarimipu ou Flor de Rajya é um queijo consistente, feito de leite de iaque, uma espécie de búfalo da região do Himalaia. É feito no Nepal, por tibetanos nômades, com a colaboração da Fundação Trace. O leite é aquecido e permanece descansando em grandes vasilhas de cobre, colhado, seco e moldado em rodas de 10 a 12 libras (cerca de 5 a 6 quilogramas). O queijo é curado em sal tibetano vermelho, envelhecido e então cortado em pedaços, de onde é embrulhado em cestas de bambu.